# Mike Porcaro
Mike Porcaro, właśc. Michael Joseph Porcaro (ur. 29 maja 1955 w Hartford, zm. 15 marca 2015 w Los Angeles) – amerykański basista.

## Życiorys
Znany przede wszystkim z występów w zespole Toto. Porcaro współpracował ponadto m.in. z takimi wykonawcami jak: Joe Farrell, Joseph Williams, Christopher Cross, Tommy Nilson, Natalie Cole oraz Donna Summer.
Syn perkusisty jazzowego Joe Porcaro. Bracia, Steve Porcaro i nieżyjący już Jeff Porcaro, są/byli cenionymi muzykami sesyjnymi. Mike Porcaro przez wiele lat borykał się ze stwardnieniem zanikowym bocznym.
Miał żonę Cheryl, jedną córkę i dwóch synów.